# Kozhakkattai

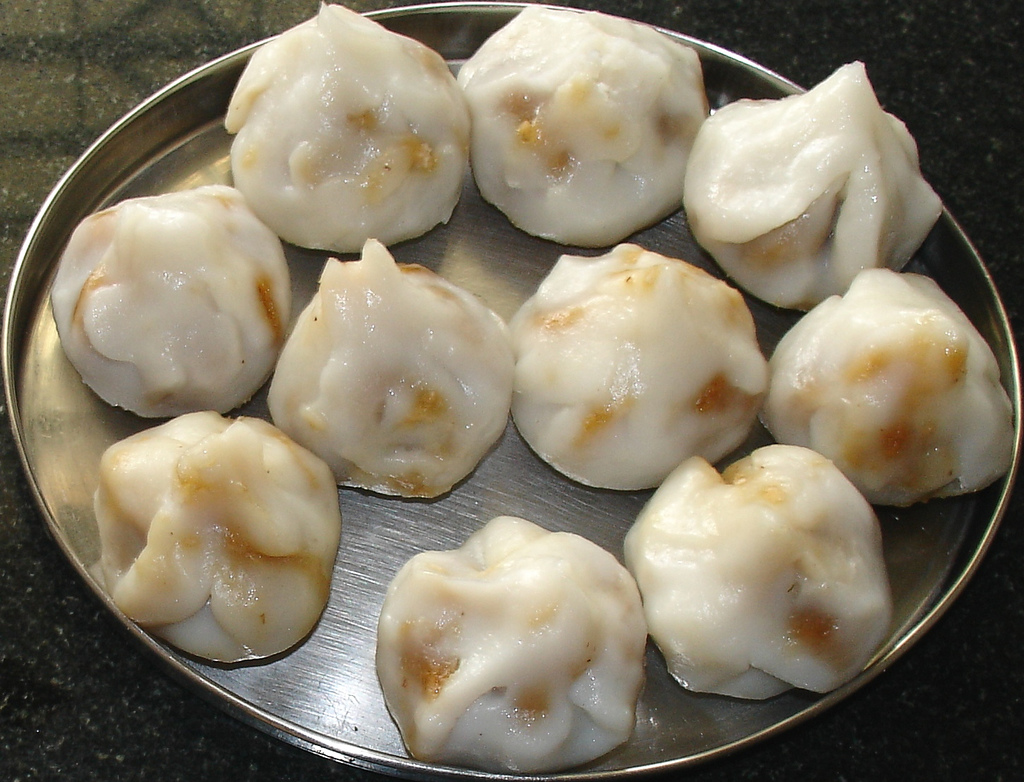
Kozhukattai.

El kozhakkattai es un popular dumpling dulce indio hecho de harina de arroz, coco rallado y jaggery, parecido al modak elaborado en otras partes de la India.
- tamil: கொழுக்கட்டை
- malabar: കൊഴുക്കട്ട
- canarés: ಕಡುಬು
- hindi: मॊदक
- odía: ମଣ୍ଡା (manda)

Este plato se asocia popularmente con el Ganesh chaturthi (las celebraciones al dios Ganesh) en el sur de la India, y también es parte de la cocina nasrani tradicional de los sirios nasrani-malabares del estado de Kerala.

## Preparación
La preparación es simple: se mezcla el coco rallado con jaggery, se rellenan los dumplings de harina de arroz y se cuecen.

## Variantes
El thennai kozhakattai es una receta dulce popular en el sur de los estados del Tamil Nadú y Kerala, que se prepara típicamente en ocasiones especiales e implica un importante trabajo preparatorio, involucrando normalmente a toda la familia. El thennai kozhakattai se hace con los mismos ingredientes que el kozhakattai, pero se prepara insertándolo en hojas de palmera joven.
- Datos: Q3522272
- Multimedia: Kozhukkatta / Q3522272